# Лепиця
Лепи́ця (болг. Лепица) — село в Плевенській області Болгарії. Входить до складу общини Червен-Бряг.

## Населення
За даними перепису населення 2011 року у селі проживали 453 особи, з них 66 осіб (95,7%) — болгари.
Розподіл населення за віком у 2011 році:
Динаміка населення: